# Пачеко Д’Агости, Антонио
Антонио Пачеко Д’Агости (исп. Antonio Pacheco D'Agosti; род. 11 апреля 1976, Монтевидео) — уругвайский футболист, атакующий полузащитник и нападающий, долгое время выступавший за национальную сборную.

## Биография
Пачеко — воспитанник «Пеньяроля», в котором дебютировал в возрасте 17 лет в 1993 году. Его дебют совпал с началом второго в истории клуба периода пятилетнего подряд чемпионства в Уругвае. Кроме того, в 1993 и 1994 годах «ауринегрос» дважды доходили до финала Кубка КОНМЕБОЛ — на данный момент это последние финалы в международных турнирах для уругвайских команд. Безусловно, в первые годы Тони постепенно прибавлял в игре и лишь со временем превратился в одного из лидеров легендарной команды, что было отмечено первым вызовом Пачеко в сборную Уругвая в 1997 году, с которой он принял участие в Кубке конфедераций.
Оставшись без чемпионского титула в 1998 году, в 1999 году Пачеко помогает своей команде выиграть уже 46-й чемпионский титул. В том же году Антонио занял со сборной Уругвая второе место на Кубке Америки, несмотря на то, что та команда в основном состояла из игроков молодёжного состава.
В 2001 году переехал в Италию (куда уже уехал его партнёр по «Пеньяролю» Дарио Сильва, как и целая россыпь талантливых уругвайцев во главе с Рекобой), а точнее, в миланский «Интер», обладавший просто головокружительным составом.
Ожидалось, что в «Интере» Пачеко станет ещё одной изюминкой в связке таких атакующих игроков как Альваро Рекоба, Роналдо, Кристиан Вьери, поскольку мог с одинаковым успехом сыграть как на острие атаки, так и на позиции атакующего полузащитника, филигранно раздавая передачи своим звёздным партнёрам. Однако ожидания разошлись с реальностью — на счету Пачеко за сезон в «Интере» оказался лишь один сыгранный матч в Серии A, а также одна игра в еврокубках. Во многом этому способствовала позиция тренера Марко Тарделли, не дававшего Тони больше шансов проявить себя.
В 2002 году Пачеко на правах аренды выступал за «Эспаньол», а в 2003 году — за родной «Пеньяроль», которому помог завоевать 47-й чемпионский титул (последний для команды по состоянию на 2009 год). Затем была длительная аренда с правом выкупа в «Альбасете». В этой команде уругваец был неоспоримым лидером.
В сезоне 2005/06 Пачеко выступал уже как полноценный игрок «Альбасете», но игра его постепенно угасала и часть 2006 года он провёл в аренде в клубе 2 дивизиона Испании — «Алавесе». В 2007 году Пачеко выступал за аргентинскую «Химнасию» из Ла-Платы, но лишь возвращение в «Пеньяроль» поспособствовало тому, что Тони вновь стал демонстрировать былой уровень игры.
Пачеко забил 12 голов в сезоне 2007/08, демонстрируя свои великолепные лидерские качества в том числе и в Класико Уругвая против «Насьоналя». «Пеньяроль» не смог стать чемпионом, однако Пачеко Д’Агости был признан лучшим футболистом чемпионата Уругвая по итогам календарного 2008 года. Вдохновенная игра капитана помогла «Пеньяролю» стать чемпионом Уругвая сезона 2009/10, впервые за 7 лет. В 2011 году Тони помог «Ауринегрос» дойти до финала турнира, хотя в позднейших стадиях игры он был травмирован и в финале выходил лишь на замену. Зимой 2011 года перешёл в «Монтевидео Уондерерс». За «странников» Тони провёл великолепный сезон, забивая голы в среднем чаще чем в каждом третьем матче Примеры. В августе 2012 «Пеньяроль» вернул Пачеко в свои ряды, и он отметился забитым голом в первом же матче после возвращения (в ворота «Феникса»), однако его команда уступила 3:4. В том же матче он получил тяжёлую травму — перелом голени и малой берцовой кости со смещением. На восстановление может уйти, по крайней мере, 4 месяца.

## Достижения
- Чемпион Уругвая (7): 1994, 1995, 1996, 1997, 1999, 2003, 2009/10
- Победитель Лигильи (2): 1994, 1997
- Финалист Кубка Либертадорес: 2011
- Финалист Кубка КОНМЕБОЛ (2): 1993, 1994
- Финалист Кубка Америки: 1999